# 伊莎貝爾·普雷斯勒
伊莎貝爾·普雷斯勒（Isabel Preysler，1951年2月18日—），出生於菲律賓首都馬尼拉，她在一個富裕家庭的六個孩子中排行第三：她的父親 Carlos Preysler y Pérez de Tagle 是菲律賓航空公司的執行董事，並在馬尼拉西班牙銀行的董事會任職，她的母親 María Beatriz Arrastia y Reynares 是馬尼拉一家房地產公司的所有者。她有邦板牙人，西班牙人和美國人血統。
伊莎貝爾·普雷斯勒是菲律賓名模及社交名流，也是拉丁情歌王子胡里奥的前妻、西班牙情歌王子安立奎·伊格萊西亞斯（西班牙語：Enrique Miguel Iglesias Preysler）的媽媽。與胡里奧育有三個孩子，分別是大女兒Chabeli Iglesias，大兒子小胡里奧·伊格萊西亞斯（Julio Iglesias Jr.），和小兒子安立奎，在1978年安立奎三歲時和胡里奥離婚，後來又嫁給西班牙貴族卡洛斯·法尔科、前西班牙財政大臣米格尔·博耶尔。